# Bataille d'Ugeumchi
Rébellion paysanne du Donghak
Batailles
Révolution paysanne Donghak
Première révolte
- Gobu (en)
- Hwangtojae (en)
- Rivière Hwangryong (en)
- Forteresse de Jeonju (en)

Été 1894
- Palais de Gyeongbok

Deuxième révolte
- Ugeumchi
- Retraite de Gongju (en)

La bataille d'Ugeumchi a été une bataille décisive pendant la révolution paysanne du Donghak. Elle opposa les paysans coréens du Donghak et l'armée combinée Japonaise-Joseon, elle a entraînée le déclin de la rébellion du Donghak et la croissance de l'impérialisme japonais en Corée qui conduira a l'éclatement de la première guerre sino-japonaise.

## Contexte
Comme le gouvernement coréen avait du mal à réprimer le mouvement Donghak, un émissaire a été envoyé a la cour de l'empire Qing pour demander une expédition immédiate de troupes. Le tribunal Qing a répondu en envoyant les soldats nécessaires. Le Japon se sert alors de l'aide Qing comme excuse pour envoyer des troupes sous prétexte de protéger les citoyens japonais en Corée. Alors que les armées chinoise et japonaise affluaient dans la péninsule, Jeon Bong-jun, le chef des paysans du Donghak, a rallié les paysans coréens et les a conduits à se rebeller contre la cour Joseon et à chasser les « démons » étrangers.

## Bataille
Au début de la bataille, la force paysanne remporta de nombreux succès contre l'armée Joseon. Cependant, ils ont commencé à se retirer lorsque les troupes japonaises sont arrivées pour renforcer les forces gouvernementales. Lorsque l'armée du Donghak a lancé le deuxième assaut, les Japonais, armés de fusils Murata modernes, d'artillerie et de mitrailles, ont facilement vaincu les paysans, armés uniquement de lances en bambou et de fusils à mèches obsolètes pour l'époque. Alors que les pertes des paysans augmentaient, Jeon ordonna une retraite et l'armée du Donghak se dispersa après trois grands assauts réalisés contre les positions ennemies depuis le début de la bataille.

## Conséquences
Après la bataille, ce qu'il resta des paysans du Donghak ont fui vers le sud et ont combattu dans la bataille de Taein qui a suivi. Après la défaite à Gumiran, Jeon Bong-jun ordonna aux paysans du Donghak de se disperser. Jeon lui-même a été capturé et pendu en mars 1895.

## Voir également
- Révolution paysanne de Donghak
- Première guerre sino-japonaise
- Jeon Bong-jun